# Республиканский альянс за свободу и прогресс
Республиканский альянс за свободу и прогресс (фр. Alliance Républicaine pour les Libertés et le Progrès) — французская крайне правая политическая партия 1966—1973. Альянс стоял на позициях жёсткого национализма, непримиримого антикоммунизма и антисоветизма. Выступал против президента де Голля, однако поддержал его в Мае-1968 против левых сил. Сыграл видную роль в развитии ультраправого лагеря французской политики, способствовал формированию Национального фронта. Основатель и лидер — Жан-Луи Тиксье-Виньянкур.

## Комитеты Тиксье-Виньянкура
В середине 1960-х ультраправые силы Франции группировались вокруг парижского адвоката Жана-Луи Тиксье-Виньянкура — бывшего роялиста, затем члена Народной партии Жака Дорио, после Второй мировой войны республиканского националиста и сторонника ОАС. В 1958 Тиксье-Виньянкур поддержал приход к власти генерала де Голля и установление Пятой республики. Однако он выступал за сохранение французской колониальной империи, особенно в Северной Африке, и перешёл в жёсткую оппозицию де Голлю после признания независимости Алжира. Также Тиксье-Виньянкур резко критиковал де Голля за «потворство коммунизму» и развитие отношений с СССР.
В 1963 по всей стране были созданы Комитеты Тиксье-Виньянкура — организационная сеть ультраправых. Предвыборным штабом Тиксье-Виньянкура руководил Жан-Мари Ле Пен. На президентских выборах 1965 Тиксье-Виньянкур собрал 1,26 млн голосов — более 5 %. Основу его электората составили французы, вынужденные перебраться из независимого Алжира. Во втором туре он призвал голосовать за кандидата левых социалиста Франсуа Миттерана — лишь бы не допустить избрания де Голля. Однако Шарль де Голль остался президентом Франции.
После выборов Тиксье-Виньянкур и его сторонники посчитали целесообразным преобразовать сеть предвыборных комитетов в политическую партию. При этом произошёл громко-скандальный разрыв между ведущими лидерами. Тиксье-Виньянкур обвинил Ле Пена в избирательной неэффективности, твердолобости и откровенных симпатиях к Третьему рейху (при том, что Ле Пен имел отношение к Сопротивлению, тогда как Тиксье-Виньянкур одно время был связан режимом Виши). Ле Пен обвинил Тиксье-Виньянкура в необоснованных амбициях и впоследствии называл своей ошибкой поддержку Тиксье-Виньянкура вместо собственного выдвижения в президенты.

## Антикоммунизм и антиголлизм
Партия французских ультраправых получила название Республиканский альянс за свободу и прогресс (ARLP). Под эгидой Тиксье-Виньянкура удалось в значительной степени консолидировать «молодых активистов «Запада» и «Европейского действия», старых ностальгистов по Виши, потомков боевиков Аксьон Франсез, католиков-фундаменталистов, последних пужадистов, франко-алжирских ультра, поднимающихся фашистов и представителей правого либерализма».
Заявление о создании было сделано 25 января 1966. Учредительный I съезд состоялся в Париже 7-8 мая. Председателем партии стал Тиксье-Виньянкур, генеральным секретарём — профсоюзный деятель Раймон Ле Бурре (бывший коммунист, перешедший в антикоммунизм в 1939, в знак протеста против советско-германского договора), казначеем — полковник Жан-Робер Томазо (участник колониальных войн в Индокитае и в Алжире, порвавший с голлизмом по тем же причинам, что Тиксье-Виньянкур). Некоторые другие члены Политбюро также служили в колониальных войсках.
Программная декларация ARLP была озвучена Тиксье-Виньянкуром 1 марта 1966. В внутренней политике Альянс выступал за сильную республиканскую власть при обеспечении гражданских свобод и верховенстве закона. При этом партия акцентировала националистический подход к республиканским принципам. Уже тогда выдвигались требования ограничить иммиграцию — Тиксье-Виньянкур заявлял, что был сторонником «французского Алжира, а не алжирской Франции». В экономической части программы сказывались не только либертарианские, но и синдикалистские мотивы, продвигаемые Ле Бурре. В сфере внешней политике проявлялись наибольшие разногласия с де Голлем. Тиксье-Виньянкур с тревогой говорил об отступлении Запада в Африке и Азии, резко критиковал де Голля за «переход из антиамериканизма в просоветизм», требовал возвращения к атлантической солидарности, активности в Холодной войне, последовательного противостояния СССР.
Жёсткий антикоммунизм и антисоветизм являлись фундаментальными принципами идеологии и политики ARLP (ещё в 1956, приветствуя Венгерское восстание, Тиксье-Виньянкур требовал запрета французской компартии). В 1967 Альянс проводил акции поддержки Израиля в Шестидневной войне. В феврале 1968 под эгидой Тиксье-Виньянкура был учреждён Национальный антикоммунистический фронт: «Для защиты французской нации и её свободы от подрывной деятельности коммунизма». Главным политическим обвинением в адрес голлизма являлось формулировка «троянский конь коммунистов».
При этом антиголлизм Тиксье-Виньянкура не был безусловен и подчинялся приоритетным — антикоммунистическим — установкам. В дни Красного мая 1968 Республиканский альянс по настоянию лидера поддержал генерала де Голля и проводил контрдемонстрации против левых сил, в поддержку президента. Это привело к разрыву Тиксье-Виньянкура с Раймоном Ле Бурре. Впоследствии от Альянса откололись ультраправые активисты Иван Аншье (создал Союз за прогресс и свободу) и Жан-Франсуа Гальвер (создал «Новый порядок») — подобно Ле Бурре, оба возражали против позиции в Мае-1968.
Но уже на IV съезде Альянса в ноябре 1968 года Тиксье-Виньянкур вновь обрушился на де Голля, обвиняя его в «создании дисбаланса мировых сил в пользу советского блока». Он осудил решение о выходе Франции из военной организации НАТО. Обозревая международное положение, Тиксье-Виньянкур указал на интервенцию Варшавского договора в Чехословакию, усиление советских военно-морских сил в Средиземноморье, советское военное базирование в Алжире, эскалацию Вьетнамской войны. По оценке лидера ARLP, «всё это не побудило главу государства следовать императивам обороны Франции». Также он полностью поддерживал евроинтеграцию в рамках ЕЭС и призвал активизировать французскую политику в единой Европе.

## Выборы и расколы
Электоральные результаты ARLP не отличались успехами. На парламентских выборах 1967 не смог избраться в Национальное собрание сам Тиксье-Виньянкур. Выборы 1968 принесли Альянсу менее 30 тысяч голосов — около 0,1 %. Сторонники правых и даже крайне правых сил не искали альтернативы «системным партиям». Реальными конкурентами голлистов выступали скорее правоцентристы Жана Леканюэ, с которыми ARLP вынужденно шёл на сближение.
На президентских выборах 1969 в Альянсе вновь произошёл раскол. Тиксье-Виньянкур после отставки де Голля готов был поддержать голлистскую партию Союз демократов в поддержку республики (ЮДР) и призывал голосовать за Жоржа Помпиду. Многие его соратники не согласились с этим и поддержали другого правого кандидата Алэна Поэра. Победу одержал Помпиду. В конце года Тиксье-Виньянкур от имени Альянса выразил поддержку новому президенту, его политике сближения с Великобританией и участие в Евратоме. Лидер ARLP объявил о «начале эпохи постголлизма». Такая позиция привела к очередному отколу от Альянса: в апреле 1971 из партии вышел генеральный секретарь Гастон де Сансак, учредивший Альянс независимых республиканцев и либералов.
Несмотря на слабые результаты на выборах, Республиканский альянс за свободу и прогресс был заметной политической силой. Ультраправые располагали разветвлённым политическим представительством и в значительной степени определяли расклад сил в системном правом лагере. Советские пропагандистские органы не только причисляли «Республиканский альянс Тиксье-Виньянкура» к «неофашистским группировкам», но и характеризовали как «одну из опор различных правых лидеров».

## Завершение
Последний VII съезд состоялся в декабре 1971. С 1972 началось переструктурирование крайне правых политических организаций: Жан-Мари Ле Пен учредил Национальный фронт. Многие активисты ARLP примкнули к новой организации, которая впоследствии превратилась в крупнейшую партию французских праворадикалов.
Лидер ARLP считал, что уход де Голля изменил характер голлизма как движения, сделал его приемлемым для ультраправых и призывал своих сторонников интегрироваться в ЮДР Жака Шабан-Дельмаса и Объединение в поддержку республики Жака Ширака. Однако соратники Тиксье-Виньянкура предпочитали партии Ле Пена (радикалы) либо Леканюэ и Валери Жискар д'Эстена (более умеренные). К президентским выборам 1974 ARLP уже не выступал как единая организованная сила. С середины 1980-х сам Тиксье-Виньянкур признал лидерство Ле Пена и возобновил сотрудничество с ним.
Последние упоминания об Альянсе пришлись на 1973, но были связаны не с парламентскими выборами, а с эпатажной акцией — похищением гроба маршала Петэна с целью торжественно-престижного перезахоронения под Верденом, в ознаменование его заслуг в Первой мировой войне. Инициатором и главным организатором этой операции был Тиксье-Виньянкур, исполнителями — активисты ARLP во главе с Юбером Массолем. В ночь на 19 февраля 1973 гроб был похищен с острова Йе и на пароме доставлен в Вандею. Но уже 21 февраля похитители были задержаны, гроб возвращён на прежнее место, захоронение забетонировано.